# Śląski Związek Bankowy
Śląski Związek Bankowy (niem. Schlesischer Bankverein) – działający w latach 1856–1917 bank z siedzibą we Wrocławiu, przejęty przez Deutsche Bank w 1917 roku.
Został założony jako spółka komandytowa 17 lipca 1856 roku. Komplementariuszami w spółce byli bankierzy Heinrich Fromberg i hrabia Adrian Joseph von Hoverden z Wrocławia oraz Wilhelm Lehfeld z Głogowa. Lehfeld był właścicielem banku Lehfeld Bambergs Witwe & Söhne w Głogowie, który stał się pierwszą filią banku.
Wskutek niekorzystnej sytuacji gospodarczej na Śląsku w latach pięćdziesiątych i sześćdziesiątych dziewiętnastego wieku uzyskiwana dywidenda wynosiła 6%. W 1868 Związek zakupił majątek Kuhnern łącznie z cukiernią i sprzedał go w 1889 z niewielkim zyskiem.
Po powstaniu II Rzeszy Niemieckiej w 1871 roku zaczęło powstawać wiele zakładów przemysłowych. Poprzez utworzenie wielu spółek-córek Związek rozszerzył swą działalność na całą Prowincję Śląską.
W 1886 roku otwarto filię w Legnicy. W 1897 roku większość akcji Związku została wykupiona przez Deutsche Bank. W latach 1898–1899 zlecono wybudowanie nowego budynku dyrekcji we Wrocławiu przy Albrechtstraße 33/34.
W początkach 20. wieku bank rozszerzył obszar swojej działalności poprzez nowe filie w Gliwicach (1900), Jeleniej Górze (1905), Rybniku (1904), Joworze (1912), Świdnicy (1912) oraz Gubinie (1913). Nowe filie powstały w 1916 roku dzięki pakietom większościowym Związku w Katowickim Związku Bankowym (niem. Kattowitzer Bankverein) w Katowicach (od 1904) oraz w Górnośląskim Związku Kredytowym (niem. Oberschlesischer Kreditverein) w Raciborzu (od 1905). W roku 1917 Śląski Związek Bankowy został przejęty przez Deutsche Bank jako sieć filii regionalnych.

## Literatura
- Manfred Pohl: Konzentration im deutschen Bankwesen (1848–1980). Wydawnictwo Fritz Knapp, Frankfurt nad Menem 1982.